# Tour Méditerranéen 1999
Il Tour Méditerranéen 1999, ventiseiesima edizione della corsa, si svolse dal 10 al 14 febbraio 1999 su un percorso di 686 km ripartiti in 5 tappe (la terza suddivisa in due semitappe). Fu vinta dall'italiano Davide Rebellin del Team Polti davanti all'olandese Michael Boogerd e all'italiano Wladimir Belli.

## Tappe
| Tappa  | Data        | Percorso                                               | km   | Vincitore di tappa | Leader cl. generale |
| ------ | ----------- | ------------------------------------------------------ | ---- | ------------------ | ------------------- |
| 1ª     | 10 febbraio | Antibes > Mont Faron                                   | 140  | Davide Rebellin    | Davide Rebellin     |
| 2ª     | 11 febbraio | La Seyne-sur-Mer > Lançon de Provance                  | 108  | Jaan Kirsipuu      | Davide Rebellin     |
| 3ª-1ª  | 12 febbraio | Bouc-Bel-Air > Miramas                                 | 86   | Guillaume Auger    | Davide Rebellin     |
| 3ª-2ª  | 12 febbraio | La Fare-les-Oliviers > Berre l'Etang (cron. a squadre) | 19.5 | Crédit Agricole    | Davide Rebellin     |
| 4ª     | 13 febbraio | Miramas > Béziers                                      | 219  | Max van Heeswijk   | Davide Rebellin     |
| 5ª     | 14 febbraio | Arles > Béziers                                        | 114  | Fabio Baldato      | Davide Rebellin     |
| Totale | Totale      | Totale                                                 | 686  |                    |                     |

## Dettagli delle tappe

### 1ª tappa
- 10 febbraio: Antibes > Mont Faron – 140 km

| Pos. | Corridore       | Squadra       | Tempo    |
| ---- | --------------- | ------------- | -------- |
| 1    | Davide Rebellin | Team Polti    | 3h52'01" |
| 2    | Wladimir Belli  | Festina-Lotus | a 1"     |
| 3    | David Moncoutié | Cofidis       | s.t.     |

| Pos. | Corridore       | Squadra    | Tempo    |
| ---- | --------------- | ---------- | -------- |
| 1    | Davide Rebellin | Team Polti | 3h52'01" |

### 2ª tappa
- 11 febbraio: La Seyne-sur-Mer > Lançon de Provance – 108 km

| Pos. | Corridore          | Squadra | Tempo    |
| ---- | ------------------ | ------- | -------- |
| 1    | Jaan Kirsipuu      | Casino  | 3h08'55" |
| 2    | Jay Sweet          | Big Mat | s.t.     |
| 3    | Christophe Capelle | Big Mat | s.t.     |

| Pos. | Corridore       | Squadra    | Tempo    |
| ---- | --------------- | ---------- | -------- |
| 1    | Davide Rebellin | Team Polti | 7h00'48" |

### 3ª tappa
- 12 febbraio: Bouc-Bel-Air > Miramas – 86 km

| Pos. | Corridore       | Squadra | Tempo    |
| ---- | --------------- | ------- | -------- |
| 1    | Guillaume Auger | Big Mat | 2h03'28" |
| 2    | Lauri Aus       | Casino  | a 48"    |
| 3    | Fabio Baldato   | Ballan  | a 50"    |

| Pos. | Corridore       | Squadra    | Tempo |
| ---- | --------------- | ---------- | ----- |
| 1    | Davide Rebellin | Team Polti |       |

### 4ª tappa
- 12 febbraio: La Fare-les-Oliviers > Berre l'Etang (cron. a squadre) – 19,5 km

| Pos. | Squadra                | Tempo  |
| ---- | ---------------------- | ------ |
| 1    | Crédit Agricole        | 20'24" |
| 2    | Team Polti             | a 26"  |
| 3    | Team Home-Jack & Jones | a 32"  |

| Pos. | Corridore       | Squadra    | Tempo    |
| ---- | --------------- | ---------- | -------- |
| 1    | Davide Rebellin | Team Polti | 9h25'55" |

### 5ª tappa
- 13 febbraio: Miramas > Béziers – 219 km

| Pos. | Corridore        | Squadra | Tempo    |
| ---- | ---------------- | ------- | -------- |
| 1    | Max van Heeswijk | Mapei   | 5h37'28" |
| 2    | Jaan Kirsipuu    | Casino  | s.t.     |
| 3    | Fabio Baldato    | Ballan  | s.t.     |

| Pos. | Corridore       | Squadra    | Tempo     |
| ---- | --------------- | ---------- | --------- |
| 1    | Davide Rebellin | Team Polti | 15h03'23" |

### 6ª tappa
- 14 febbraio: Arles > Béziers – 114 km

| Pos. | Corridore           | Squadra | Tempo    |
| ---- | ------------------- | ------- | -------- |
| 1    | Fabio Baldato       | Ballan  | 2h20'11" |
| 2    | Aleksandr Vinokurov | Casino  | a 2"     |
| 3    | Geert Verheyen      | Lotto   | s.t.     |

| Pos. | Corridore       | Squadra       | Tempo     |
| ---- | --------------- | ------------- | --------- |
| 1    | Davide Rebellin | Team Polti    | 17h23'39" |
| 2    | Michael Boogerd | Rabobank      | a 32"     |
| 3    | Wladimir Belli  | Festina-Lotus | a 37"     |

## Classifiche finali

### Classifica generale
| Pos. | Corridore          | Squadra          | Tempo     |
| ---- | ------------------ | ---------------- | --------- |
| 1    | Davide Rebellin    | Team Polti       | 17h23'39" |
| 2    | Michael Boogerd    | Rabobank         | a 32"     |
| 3    | Wladimir Belli     | Festina-Lotus    | a 37"     |
| 4    | Christopher Jenner | Crédit Agricole  | a 46"     |
| 5    | Fabio Baldato      | Ballan-Alessio   | a 49"     |
| 6    | Beat Zberg         | Rabobank         | a 51"     |
| 7    | David Moncoutié    | Cofidis          | a 53"     |
| 8    | Patrick Jonker     | Rabobank         | a 55"     |
| 9    | Axel Merckx        | Mapei-Quick Step | a 1'05"   |
| 10   | Stuart O'Grady     | Crédit Agricole  | a 1'14"   |